# Omladinski fudbalski klub Gradina
Lo Omladinski fudbalski klub Gradina, conosciuto semplicemente come Gradina, è una squadra di calcio di Srebrenik (Bosnia ed Erzegovina).
La denominazione OFK è quella attuale come si vede sul sito della federazione e su Facebook, ma fino a pochi anni fa era NK (Nogometni klub) come si vede sul sito della UEFA nel 2014. Vi è attualmente un NK Gradina ma è di Gradina (Croazia).

## Nome
Gradina in lingua bosniaca significa fortezza di collina, infatti Srebrenik è famosa per il suo forte: la Tvrđava.

## Storia
Viene fondato nel 1953 e negli anni della Jugoslavia socialista milita sempre nei campionati minori.
Dopo la dissoluzione della Jugoslavia milita nel campionato dei musulmani di Bosnia: la Prva liga NS BiH. Sebbene militi nella massima divisione non ottiene risultati di rilievo, e nel 2000 non riesce a qualificarsi alla Premijer liga BiH unificata, il 15º posto lo condanna alla retrocessione in Prva liga FBiH, la nuova seconda divisione della Federazione BiH.
Anche nel nuovo campionato il Gradina non ha risultati di rilievo e retrocede ancora, stavolta in Druga liga FBiH, la terza serie. Vi rimane quasi ininterrottamente fino al 2010, quando viene il momento migliore della storia del club: due promozioni in tre anni che portano la squadra nella massima divisione, in Premijer liga 2012-13. Ma la gioia dura poco, 9 punti in 30 giornate, e con solo una vittoria, significano l'immediata retrocessione, cui ne segue subito un'altra in terza serie, ove milita tuttora.
Hanno iniziato la carriera nel Gradina i seguenti calciatori della nazionale bosniaca: Vedin Musić, Omer Joldić, Samir Bekrić, Nedžad Bajrović, Suad Jašarević, Matija Katanec, Nermin Huseinbašić, Alen Turbić, Jasmin Moranjkić, Ibrahim Škahić, Damir Zukić i Nikola Bala.

### Cronistoria
| Stagione                           | Campionato                                     | Campionato                                     | Campionato                                     | Campionato                                     | Coppa                                          |
| Stagione                           | Categoria                                      | Liv.                                           | Posizione                                      | Verdetti                                       | Coppa                                          |
| ---------------------------------- | ---------------------------------------------- | ---------------------------------------------- | ---------------------------------------------- | ---------------------------------------------- | ---------------------------------------------- |
| CAMPIONATI DEI BOSGNACCHI          | CAMPIONATI DEI BOSGNACCHI                      | CAMPIONATI DEI BOSGNACCHI                      | CAMPIONATI DEI BOSGNACCHI                      | CAMPIONATI DEI BOSGNACCHI                      | Kup NS BiH                                     |
| 1992–1994                          | Non in attività a causa della guerra in Bosnia | Non in attività a causa della guerra in Bosnia | Non in attività a causa della guerra in Bosnia | Non in attività a causa della guerra in Bosnia | Non in attività a causa della guerra in Bosnia |
| 1994–95                            | Prva liga NS BiH                               | I                                              | 2º su 6                                        | Eliminato nella fase finale                    | ???                                            |
| 1995–96                            | Prva liga NS BiH                               | I                                              | 12º su 16                                      |                                                | ???                                            |
| 1996–97                            | Prva liga NS BiH                               | I                                              | 11º su 16                                      |                                                | ???                                            |
| 1997–98                            | Prva liga NS BiH                               | I                                              | 6º su 16                                       |                                                | Quarti                                         |
| 1998–99                            | Prva liga NS BiH                               | I                                              | 12º su 16                                      |                                                | ???                                            |
| 1999–00                            | Prva liga NS BiH                               | I                                              | 15º su 16                                      | Passa in Prva liga FBiH                        | Quarti                                         |
| CAMPIONATI DELLA BOSNIA ERZEGOVINA | CAMPIONATI DELLA BOSNIA ERZEGOVINA             | CAMPIONATI DELLA BOSNIA ERZEGOVINA             | CAMPIONATI DELLA BOSNIA ERZEGOVINA             | CAMPIONATI DELLA BOSNIA ERZEGOVINA             | Coppa di Bosnia                                |
| 2000–01                            | Prva liga FBiH                                 | II                                             | 17º su 18                                      | Retrocede in 2.liga                            | n.q.                                           |
| 2001–02                            |                                                |                                                |                                                |                                                | n.q.                                           |
| 2002–03                            |                                                |                                                |                                                |                                                | n.q.                                           |
| 2003–04                            | Druga liga FBiH - Nord                         | III                                            | 3º su 16                                       |                                                | n.q.                                           |
| 2004–05                            | Druga liga FBiH - Nord                         | III                                            | 2º su 16                                       | Promosso in 1.liga                             | n.q.                                           |
| 2005–06                            | Prva liga FBiH                                 | II                                             | 7º su 16                                       |                                                | n.q.                                           |
| 2006–07                            | Prva liga FBiH                                 | II                                             | 7º su 16                                       |                                                | n.q.                                           |
| 2007–08                            | Prva liga FBiH                                 | II                                             | 14º su 16                                      | Retrocede in 2.liga                            | n.q.                                           |
| 2008–09                            | Druga liga FBiH - Nord                         | III                                            | 8º su 16                                       |                                                | n.q.                                           |
| 2009–10                            | Druga liga FBiH - Nord                         | III                                            | 1º su 16                                       | Promosso in 1.liga                             | n.q.                                           |
| 2010–11                            | Prva liga FBiH                                 | II                                             | 8º su 16                                       |                                                | n.q.                                           |
| 2011–12                            | Prva liga FBiH                                 | II                                             | 1º su 16                                       | Promosso in Premijer liga                      | n.q.                                           |
| 2012–13                            | Premijer liga BiH                              | I                                              | 16º su 16                                      | Retrocede in 1.liga                            | Sedicesimi                                     |
| 2013–14                            | Prva liga FBiH                                 | II                                             | 9º su 16                                       |                                                | n.q.                                           |
| 2014–15                            | Prva liga FBiH                                 | II                                             | 14º su 16                                      | Retrocede in 2.liga                            | Sedicesimi                                     |
| 2015–16                            | Druga liga FBiH - Nord                         | III                                            | 6º su 16                                       |                                                | n.q.                                           |
| 2016–17                            | Druga liga FBiH - Nord                         | III                                            | 6º su 16                                       |                                                | n.q.                                           |
| 2017–18                            | Druga liga FBiH - Nord                         | III                                            | 2º su 16                                       |                                                | n.q.                                           |
| 2018–19                            | Druga liga FBiH - Nord                         | III                                            |                                                |                                                | n.q.                                           |

## Stadio
Disputa le partite casalinghe al Gradski stadion (stadio cittadino) e ha una capienza di 8000 posti.

## Palmarès

### Competizioni nazionali
- Prva liga Federacije Bosne i Hercegovine: 1

2011-2012
- Druga Liga Federacije Bosne i Hercegovine: 3

2004-2005, 2009-2010, 2020-2021

## Tifoseria
I tifosi più accesi sono gli Apachi, gruppo costituito nel 1986.